# Alfons Klein (Künstler)
Alfons Klein (* 13. April 1905 in Esslingen am Neckar; † 12. März 1983 in München) war ein deutscher Maler, Bildhauer und Landespolitiker.

## Leben
Klein besuchte das Gymnasium in Günzburg und das Lehrerseminar in Eichstätt und war danach als Praktikant und Zeichenlehrer an einigen Gewerbeschulen, darunter der Staatlichen Kunstgewerbeschule in München tätig. Von 1928 an war er als freischaffender Maler und Bildhauer tätig. 1955 begann er mit der Leitung der Abteilung für angewandte Kunst im Bezirksverband der Bildenden Künstler in München, 1961 wurde Präsident des Berufsverbandes Bildende Künstler in München. Er war von 1960 bis 1974 Präsident des Landesberufsverbands Bildende Künstler Bayerns und von 1966 bis 1972 Präsident der Landesberufsverbände Bildende Künstler der Bundesrepublik Deutschland sowie Mitbegründer des Sozialfonds Bildende Künstler in Bayern. Vom 1. Januar 1962 bis 31. Dezember 1973 war er Mitglied des Bayerischen Senats.